# Gondola (léghajó)

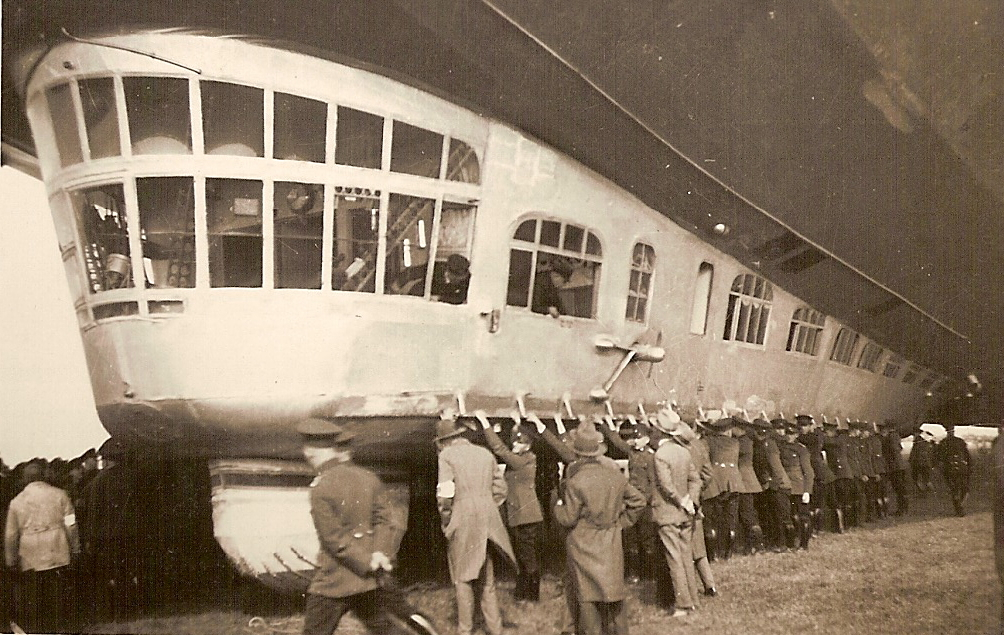
Léghajó gondolája közelről

A léghajó gondolája a személyzet, az irányító berendezés és az utasok elhelyezésére szolgál. Formája az egyszerű kosárra vagy teljesen zárt kapszulára emlékeztet. A léghajó gondolájának meg kell védenie a legénységet és az utasokat az időjárási körülményektől, és az emberre veszélyes magaslégköri tényezők – a légritka környezet és az alacsony (–70 °C) hőmérséklet – ellen is. A gondola héjának – szükség esetén – légmentesen zártnak kell lennie, és el kell viselnie a túlnyomás okozta igénybevételt is, a szerkezetben használt könnyű anyagok (például alumínium) ellenére, ezért jellemző formája a henger, gömb, vagy ehhez hasonló. Jellemző, hogy az utazás sokáig tart, ezért az utasok és a személyzet levegőszükségletét biztosító regeneráló levegőztető rendszer üzemel, amit a tengeralattjárókban és az űrhajókban is használnak. Az oxigén pótlása palackokból, sűrített oxigénnel is biztosítható, de az első világháború utáni repülésnél már cseppfolyósított oxigént használtak helyette.

## A léghajó szerkezeti elemei

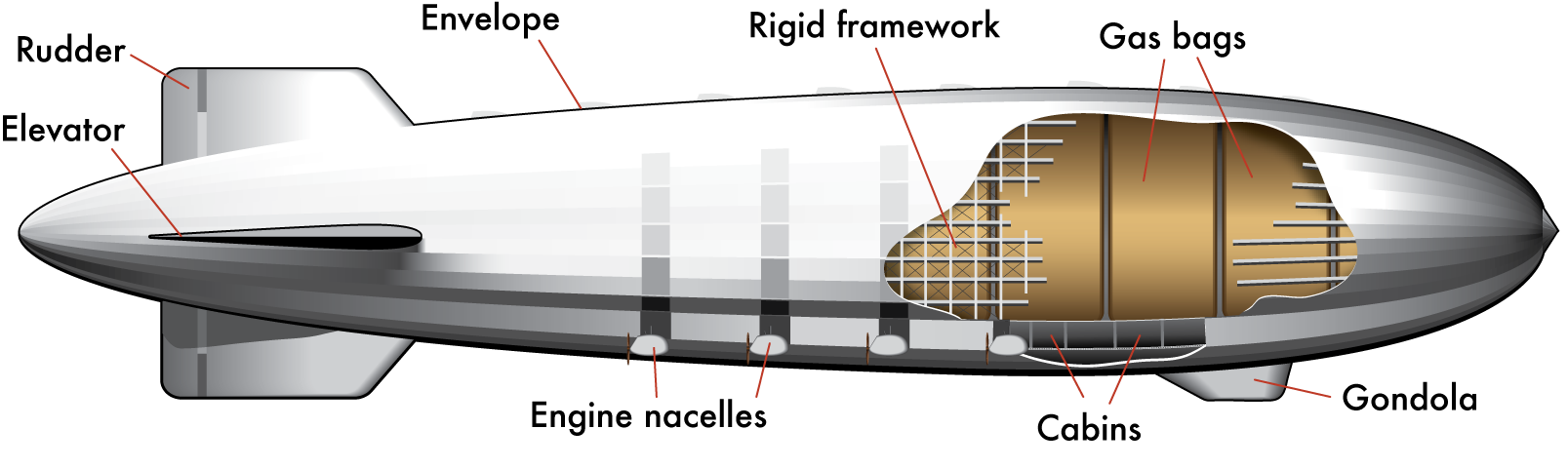
A léghajó szerkezeti elemei

- Rudder                   = oldalkormány
- Elevator                 = magassági kormány
- Envelope                 = borítás
- Rigid framework          = merev váz
- Gas bags                 = gáztartó táskák (rekesztékek)
- Engine cells             = motorgondolák
- Cabins                   = fülkék
- Gondola                  = irányító kosár (gondola)

A léghajó hosszában a felhajtóerő és a súly egyenlőtlen eloszlása miatt bizonyos mértékben meghajlik, az előrehaladás miatt a léghajó elején homloknyomás keletkezik. Az ebből származó igénybevételt merev váz esetén a váz, a váz nélküli rendszerben pedig a belső túlnyomás viseli. A váz a merevség biztosítása miatt számos rekesztékre van felosztva. Ezen a fülkék kilenctized részében elzárt gáztartók vannak.
A vázat kifeszített ballonszövet, vagy újabban kompozit műanyag borítja, amelynek igénybevétele a típusok szerint változik. Minden léghajóban legalább 1 légzsáknak kell lennie, hogy a léghajót duzzadt állapotban tartsa. Nagysága függ a jármű tervezett munkateljesítményétől, elhelyezése pedig a súly- és az egyensúlyi viszonyok függvénye.

## A gondola belseje

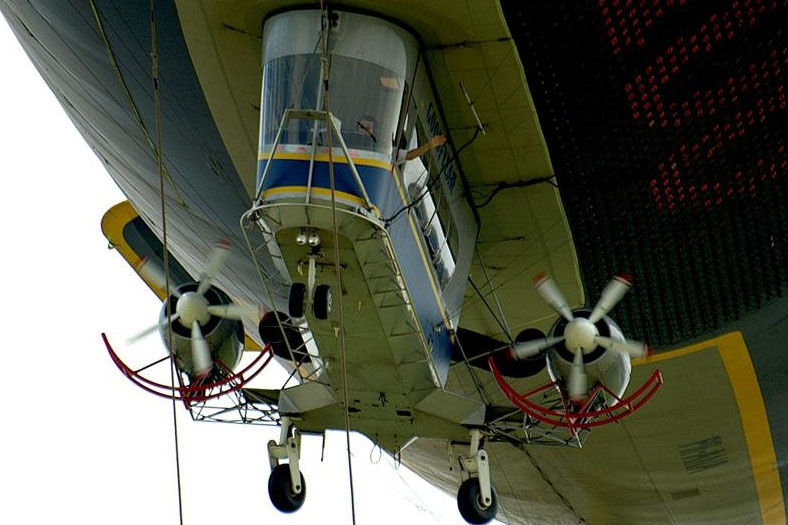
Léghajó gondola

Minden léghajón egy vagy több kosár (gondola) van, a működéshez szükséges szerkezeti elemek, és a hasznos teher hordozására. A merev rendszerű légi járműveken, mint a Zeppelinen a gondolák a váz anyagából készülnek, csónak alakúak, és a vázzal egységes szerkezetet alkotnak.
A léghajók kosara hosszú vagy rövid.  Az előbbiek a gerincmerevítő bordázat kiegészítő részei. Átveszik a burok igénybevételének egy részét. Amíg ezek a tartók fából készülnek, addig a rövid kosarak (vagy gondolák) acél, vagy könnyűfém csövekből állnak, könnyűek és helytakarékosak.
A léghajó kosarában van elhelyezve a motor, a hűtő,  a ballonos léghajókon még a ventilátor is. Ezenkívül itt találhatók: a kormány, térképek, a (pót-)üzemanyagtartályok, a vontatókötél, homokzsákok (ballasztsúly), a léghajó vezetője, a kormányos, a szerelő(k), és az utasok, vagy a szállított teher.
A fő gondola rezgés és zajterhelésének csökkentése miatt általában külön gondolában helyezhetik el a motorokat, taktikai okokból a támadó vagy védőfegyvereket. A meghajtó légcsavarok mellett – például teherszállító alkalmazásnál, vagy a fel- és leszállás megkönnyítésére – szükség lehet kormányzó motorok beépítésére (a magassági- és oldalkormány csak nagy sebességnél működik), ezeket célszerűen külön gondolában a törzs végéhez közel építik be.

## Fordítás
- Ez a szócikk részben vagy egészben  a(z)   Гондола аэростата című orosz Wikipédia-szócikk fordításán alapul.  Az eredeti cikk szerkesztőit annak laptörténete sorolja fel. Ez a jelzés csupán a megfogalmazás eredetét és a szerzői jogokat jelzi, nem szolgál a cikkben szereplő információk forrásmegjelöléseként.